# Ханс Ернст фон Харденберг
Ханс Ернст фон Харденберг (на немски: Hans Ernst von Hardenberg; * 30 януари 1729, Мариеншайн, Ньортен-Харденберг; † 14 октомври 1797, Харденберг) е от 1778 г. имперски граф на Харденберг, немски политик, дипломат и от 1746 г. масон.

## Биография
Той е син на Фриц/Фридрих Дитрих фон Харденберг (1674 - 1739) от род Харденберг и втората му съпруга Луция Магдалена фон Харденберг, родена фон Гроте от фамилията Шнеге (1686 − 1757), дъщеря на Гебхард Еберхард Гроте (1646 – 1701) и София Юлиана фон Бюлов (1659 – 1720). Внук е на Хилдебранд Кристоф фон Харденберг (1621 – 1682) и правнук на Ханс Кристоф фон Харденберг (1581 – 1645). По-малък полубрат е на Георг Лудвиг фон Харденберг (1720 – 1748).
Ханс Ернст служи от 1747 г. като дворцов юнкер, от 1751 до 1769 г. като камер-юнкер и през 1755 г. е рицарски депутиертер в Каленберг. През 1757 г. става таен легат-съветник, от 1765 г. съветник в Каленберг и съветва хановерската делегация в Лондон. През 1776 г. Харденберг купува имението Шнедингхаузен и създава там мелница и пивоварна.
През 1752 г. Ханс Ернст се жени за Анна Елеонора Катарина фон Вангенхайм (* 19 ноември 1731, Хановер; † 11 март 1786, Харденберг), вдовица на генерал-майор Йохан Георг фон Илтен (1688 – 1749), дъщеря на дворцовия маршал Август Вилхелм фон Вангенхайм и племенница на генерал Георг Август фон Вангенхайм (1706 – 1780). Те имат седем деца.
На 8 март 1778 г. във Виена император Йозеф II го издига с децата му на наследствен имперски граф.

## Деца
- Август Вилхелм Карл фон Харденберг (* 26 декември 1752, Хановер; † 30 януари 1824, Хановер), женен на 30 юни 1780 г. за графиня Мариана фон Шлибен (* 1 януари 1762; † 2 септември 1846); имат 4 деца.
- Ернст Кристиан Георг Август фон Харденберг (* 2 май 1754, Хановер; † 25 декември 1825, Виена), политик и дипломат
- Амалия фон Харденберг, омъжена за фон Щафхорст
- Карл Филип фон Харденберг (* 14 октомври 1756, Хановер; † 31 януари 1840, Хановер), женен на 17 ноември 1786 г. в Хановер за графиня Хенриетс Фридерика фон Вартенберг (* 27 октомври 1771; † 21 декември 1814); имат 5 деца
- Георг фон Харденберг (* 2 юли 1757; † 12 юли 1768)
- Ханс Карл Фридрих Кламор фон Харденберг (* 13 ноември 1761, Хановер; † 19 септември 1775)
- Елизабет Вилхелмина Адолфина фон Харденберг (* 9 януари 1765; † 26 октомври 1787)
- Шарлота фон Харденберг (* 9 март 1769, Лондон; † 22 юни 1845, Париж), омъжена I. за ду Тетре, II. на 13 юни 1788 г. за Вилхелм Кристиан фон Маренхолц, III. на 5 юни 1808 г. в Доле за Бенямин Констант де Ребек (* 25 октомври 1767; † 8 декември 1830)
- Фридрих Август Буркхард фон Харденберг (* 11 декември 1770; † 1837), женен I. за Елеонора Йохана Хенриета фон Узлар-Глайхен (* 1776; † 9 февруари 1797), II. на 24 юни 1800 г. в Берлин за Елизабет Хенриета Вилхелмина Кцетриц-Нойхауз (* 20 юни 1782) и има една дъщеря
  - Лаура (1812 – 1857), омъжена за Хуго Хенкел фон Донерсмарк (1811 – 1890)